# Daniel Lozano
Daniel Lozano (Madrid, España, 1965) es un periodista y escritor español.

## Carrera
Lozano se graduó en ciencias de la comunicación en la Universidad Complutense de Madrid y tiene un master en periodismo por El País. Durante ocho años trabajó en Diario 16, pasando a ser periodista independiente a partir de 1997 y colaborando con periódicos y revistas prominentes de tanto de España como de Latinoamérica, incluyendo El País Semanal, El Magazine, Interviú, GQ, Rolling Stone, Paris Match, DT, El Dominical, El Semanal, Vogue, entre otros). Ha sido consultor periodístico de Innovation Internacional Media Consulting Group y ha escrito libros sobre diferentes temas, algunos de ellos en colaboración con la también periodista Lola Delgado. Actualmente es periodista para el diario El Mundo.

## Obras
- Latinos en España (2007)
- Universo mestizo (2005)
- Tribus urbanas (2004)
- Historias de ultramar. Aventuras y desventuras de los españoles de hoy en América Latina (1999)